# Butea monosperma

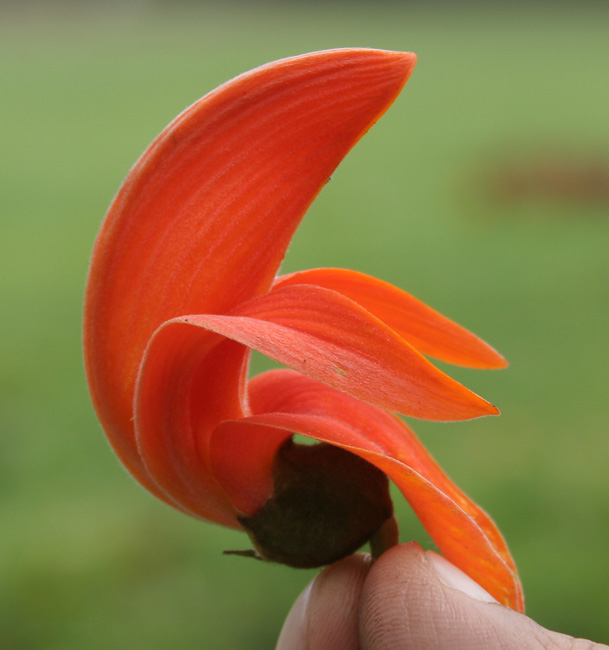
Flor en Calcuta, Bengala Occidental, India.

Butea monosperma (también conocida como Butea frondosa) es una especie de planta medicinal perteneciente a la familia Fabaceae es nativa del Asia del sur tropical, de Pakistán, la India, Bangladés, Nepal, Sri Lanka, Birmania, Tailandia, Laos, Camboya, Vietnam, Malasia y Indonesia occidental.

## Descripción
Se trata de un árbol de tamaño mediano de hoja caduca, que alcanza los 15 m de altura. Las hojas son pinnadas, con un pecíolo de 8-16 cm y tres foliolos, cada uno de 10-20 cm de largo. Las flores tienen 2,5 cm de largo, son de color naranja-rojo, y se producen en racimos de hasta 15 cm de largo. El fruto es una vaina de 15-20 cm de largo y 4-5 cm de ancho.

## Propiedades

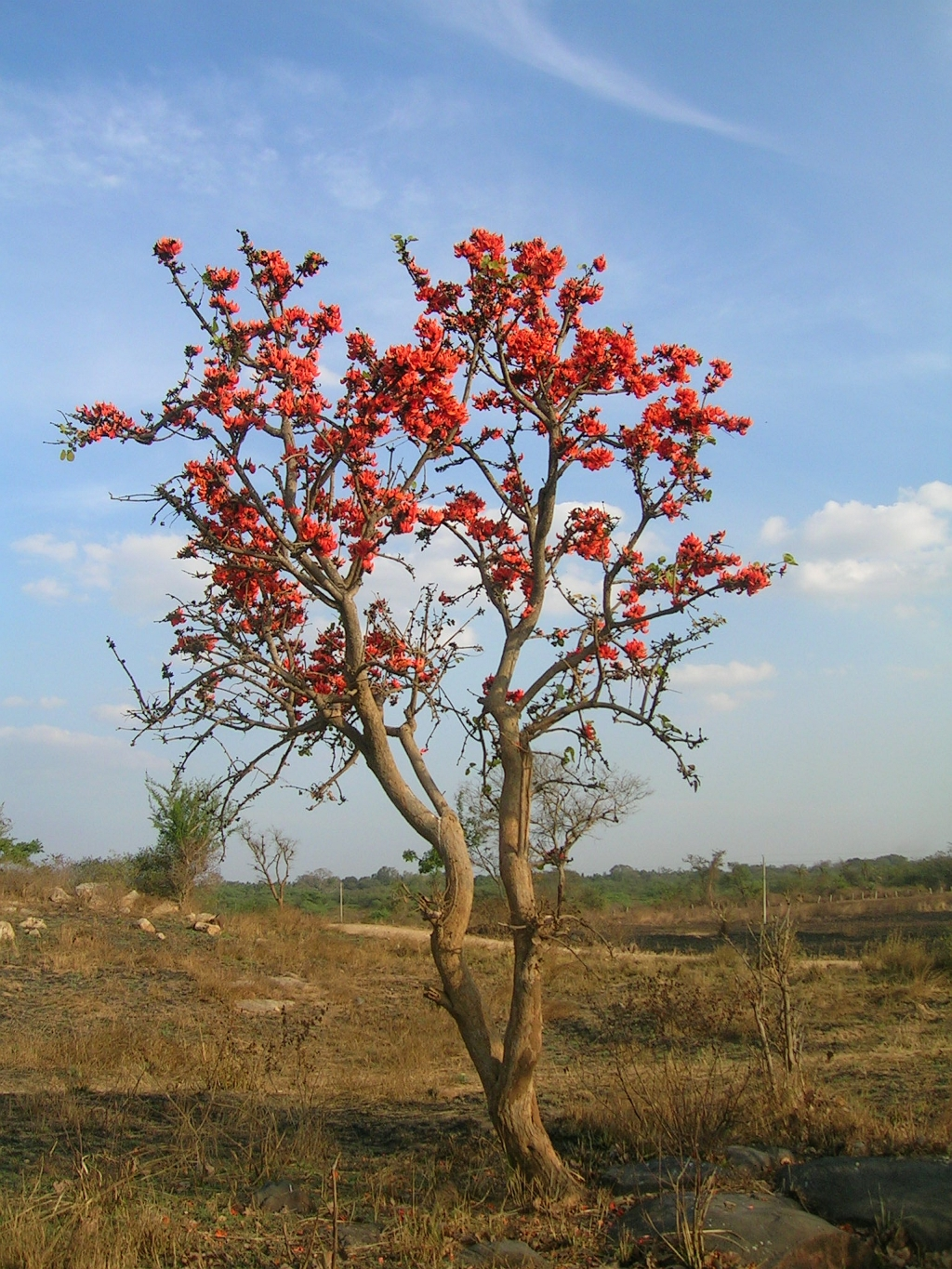
Vista de la planta.

Se utiliza por la madera, resina, forraje, medicina y tinte. El árbol produce una gomoresina, llamada kamarkas en hindi, se utiliza en ciertos platos. La goma también es conocida como Bengala Kino, y es considerada valiosa por los farmacéuticos, debido a sus cualidades astringentes, y por su uso para curtir el cuero, debido a su tanino.
En Bengala Occidental se asocia con la primavera, especialmente a través de los poemas y canciones del Premio Nobel Rabindranath Tagore, quien comparó su flor de color naranja brillante con una llama de fuego. En Santiniketan, donde vivió Tagore, esta flor se ha convertido en una parte indispensable de la celebración de la primavera. La planta ha dado su nombre a la ciudad de Palashi, famosa porque la histórica Batalla de Plassey se libró allí.
Indicaciones: es usado como astringente. Las semillas dan un aceite usado como vermífugo.

## Taxonomía
Butea monosperma fue descrita por (Lam.) Taub. y publicado en Die Natürlichen Pflanzenfamilien 3(3): 366, f. 131M–N. 1894.
Sinonimia
- Butea braamania DC.
- Butea frondosa Roxb.
- Butea frondosa Willd.
- Butea frondosa var. lutea (Witt.) Maheshw.
- Butea monosperma Kuntze
- Erythrina monosperma Lam. basónimo
- Plaso monosperma (Lam.) Kuntze
- Plaso monosperma var. flava Kuntze
- Plaso monosperma var. rubra Kuntze
- Rudolphia frondosa (Willd.) Poir.[5]